# Don Alden Adams
Don Alden Adams   (Oak Park, 16 de gener de 1925 - 30 de desembre de 2019) va ser president de la societat Watch Tower (2010-2014), el més important càrrec legal dels Testimonis de Jehovà.

## Biografia
Nascut el 1925 a Illinois, Estats Units. La seva família originalment estava arrelada a l'Església Episcopal. La seva mare va mostrar interès pels testimonis de Jehovà i, a poc a poc, els nens també es van interessar. El seu pare inicialment no va mostrar cap interès, però es va implicar en un cas legal quan un dels germans menors de Don no va ser exempt del servei militar i finalment, es va convertir en membre.
Després de ser predicador a temps complet, Adams va ser convidat a finals de 1944 a servir a la seu mundial dels Testimonis de Jehovà a Brooklyn, Nova York, on era secretari del president de la Societat, Nathan H. Knorr. Cap a la dècada de 1960, Adams servia directament sota el Cos Rector com a supervisor de zona, visitant diversos països per auditar oficines i reunir-se amb missioners Testimonis. Més tard, Adams va dirigir activitats missioneres mundials, i va formar part del "Bethel Home Committee".
Don va servir en diversos departaments de la Seu Mundial de la Watchtower. Fou secretari de Nathan Homer Knorr, llavors President de la Societat. Fou membre electa de la Junta Directiva de la Societat Torre del Vigia de Nova York. Després, fou escollit com el seu Vise-president. A més servi diverses vegades com Superintendent de Zona.
El 7 d'octubre del 2000, va ser nomenat president de la Watch Tower succeint a Milton G. Henschel. És el primer president de la societat que no és membre del cos governant dels Testimonis de Jehovà.
Durant la seva presidència, el Cos Governant dels Testimonis de Jehovà aprovà la formació de tres noves societats religioses amb la finalitat de complir amb les lleis locals i nacionals, aquestes corporacions són: Congregació Cristiana dels Testimonis de Jehovà, Orde religiós dels Testimonis de Jehovà, Suport al Servei del Regne, Inc.
El 2014, Adams va ser substituït com a president de la Watch Tower Society per Robert Ciranko.